# Roger Edens
Roger Edens (9 de novembre de 1905 – 13 de juliol de 1970) fou un compositor, arranjador i productor associat en l'"era daurada de Hollywood". És considerat una de les figures creatives més importants dins la producció musical de pel·lícules d'Arthur Freed i de la Metro-Goldwyn-Mayer.
Edens fou una figura musical creativa important des de finals dels anys 30 fins al començament dels anys 60. La seva carrera a MGM li va permetre treballar amb intèrprets musicals molt destacats com Judy Garland, de qui va ser mestre, supervisor i un amic de tota la vida. Va compondre material excepcional per a Garland, incloent la famosa cançó "Dear Mr Gable" (... You Made Me Love You) ("Estimat senyor Gable,... vas fer que t'estimés") (1937), "Our Love Affair" (1940) de Strike Up the Band – per la que va rebre una nominació a l'Oscar per la millor cançó–, i la música de "Born in a Trunk" a A Star Is Born (1954).

## Biografia
Edens va néixer a Hillsboro, Texas. Els seus pares eren d'ascendència escocesa i irlandesa. Va treballar com a acompanyant de piano en sales de ball abans de ser director musical a Broadway. Va anar a Hollywood el 1932 juntament amb el seu protegit Ethel Merman, escrivint i arranjant el seu material per a pel·lícules de la Paramount. El 1935, va entrar a la MGM com a supervisor musical, compositor ocasional i arranjador, especialment de música per a Judy Garland. També va aparèixer en una pel·lícula amb Eleanor Powell en un cameo a Broadway Melody of 1936.
Arthur Freed, productor de musicals a la MGM, va quedar impressionat pel talent d'Edens i el va incorporar al seu equip de producció. Aquest equip va augmentar amb més artistes importants, reclutats per Freed. Cap a 1940, Edens va passar a ser productor associat. Es van fer dotzenes de pel·lícules musicals d'èxit durant la dècada del 1940 i del 1950; per exemple, Meet Me in St. Louis (1944), Easter Parade (1948), Un dia a Nova York (1949), Show Boat (1951), Un americà a París (1951), Cantant sota la pluja (1952), i Melodies de Broadway (1953).
Edens deixà la MGM a mitjans dels 50 quan els dies de les pel·lícules musicals patien una decadència. Va tenir el seu propi negoci i treballà en projectes com Funny Face (1957) de la Paramount, amb Audrey Hepburn, Fred Astaire, i Kay Thompson.

### Vida personal
Abans de viure a Califòrnia, Edens havia estat casat amb Martha LaPrelle però es va divorciar d'ella. Quan treballava amb Judy Garland, ja vivia com a gai. En la part final de la seva vida, Edens tingué una llarga relació amb l'escriptor i guionista Leonard Gershe. Gershe va negar que ell i Edens haguessin estat amants.; va dir que "no vam ser amants perquè no vaig tenir prou espai a l'armari.") Edens morí de càncer a Los Angeles, Califòrnia el 13 de juliol de 1970.

## Premis i honors
Va tenir 8 nominacions i 3 premis Oscar.
- Premi Oscar a la millor banda sonora (nomenat) el 1939 per Els fills de la faràndula (w. Georgie Stoll)
- Premi Oscar a la millor banda sonora (nomenat) 1940: Strike Up the Band (w. Georgie Stoll)
- Premi Oscar a la millor cançó original (nomenat) 1940: "Our Love Affair" de Strike Up the Band - Música & Lletra
- Premi Oscar a la millor banda sonora (nomenat) 1942: Per mi i la meva noia (w. Georgie Stoll)
- Premi Oscar a la millor cançó original (nomenat) 1947: "Pass That Peace Pipe" de Good News - Música & Lletra (w. Ralph Blane & Hugh Martin)
- Premi Oscar a la millor banda sonora (Guanyat) 1948: Easter Parade (w. Johnny Green)
- Premi Oscar a la millor banda sonora (Guanyat) 1949: Un dia a Nova York (w. Lennie Hayton)
- Premi Oscar a la millor banda sonora (Guanyat) 1950: Annie Get Your Gun (w. Adolph Deutsch)